# 西予宇和インターチェンジ

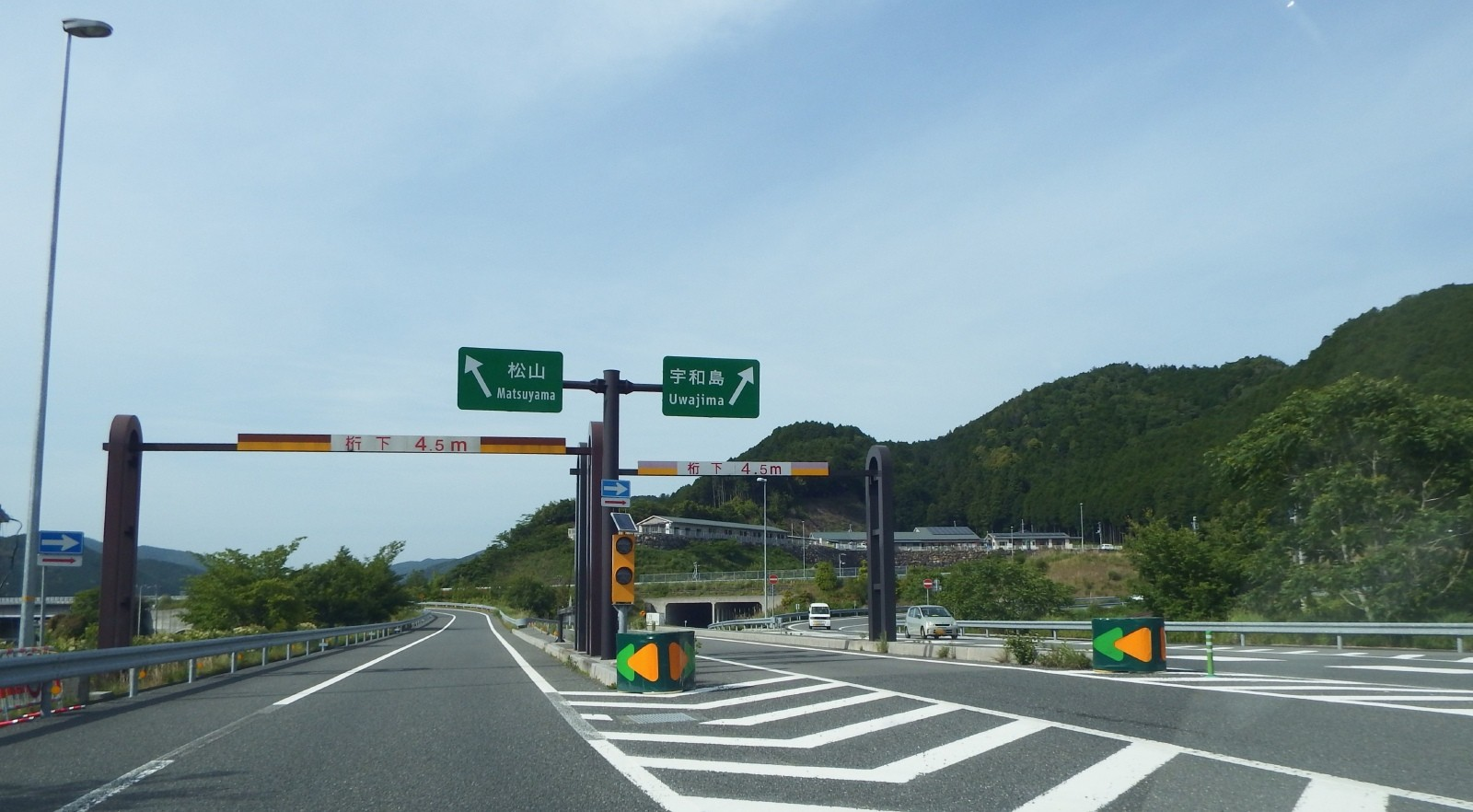
松山方面と宇和島方面分岐（西予宇和IC入口）

西予宇和インターチェンジ（せいようわインターチェンジ）は、愛媛県西予市宇和町卯之町5丁目にある、松山自動車道のインターチェンジである。

## 概要
当ICには料金所がなく、通行料金は大洲松尾料金所（本線料金所）で上下線とも収受を行っている。また、松山IC方面へは当ICが無料区間最終出口となっていて、西予宇和IC - 宇和島北IC間は新直轄方式で建設されたため、通行料金は無料となっている。

## 歴史
- 2004年（平成16年）4月17日 : 大洲北只IC - 西予宇和IC間の開通に伴い供用開始し[1]、同時に一般国道56号 大洲道路の大洲南IC - 大洲北只IC間が開通[2]。
- 2012年（平成24年）3月10日 : 西予宇和IC - 宇和島北IC間が開通[1][3]。

## 周辺
- 宇和球場
- 南予地方局西予土木事務所
- 愛媛県立宇和高等学校
- 道の駅どんぶり館
- 愛媛県立歴史文化博物館
- 宇和先哲記念館
- 愛媛県立宇和特別支援学校
  - 聴覚障害部門
  - 肢体不自由部門
- 宇和民具館
- 宇和文化会館
- 宇和米博物館

## 接続する道路
- 愛媛県道29号宇和野村線
- 愛媛県道45号宇和明浜線

## 隣
E56 松山自動車道
(21) 大洲北只IC - 大洲松尾TB - (22) 西予宇和IC - (23) 三間IC